# Теорема Веєрштрасса про цілі функції
Теорема Веєрштрасса про цілі функції (також теорема Веєрштрасса про факторизацію) — в комплексному аналізі твердження про властивості цілих функцій, що визначає існування цілих функцій із заданими нулями з урахуваннями кратності, а також стверджує для довільних цілих функцій існування аналога розкладу многочленів на лінійні множники.

## Твердження теореми
Нехай задана скінченна або зліченна послідовність комплексних чисел {\displaystyle z_{k}}, які вважатимемо занумерованими так що {\displaystyle |z_{1}|\leqslant |z_{2}|\leqslant ...\leqslant |z_{k}|\leqslant ...} і для яких {\displaystyle \lim _{k\to \infty }z_{k}=\infty .}
Тоді існує ціла функція {\displaystyle f(z)}, для якої {\displaystyle z_{k}} є множиною всіх нулів і в кожній точці кратність нуля є такою, скільки раз це число є в послідовності {\displaystyle z_{k}}.
Якщо ж деяка ціла функція {\displaystyle f(z)} має в точці 0 — нуль порядка {\displaystyle \lambda } і також має своїми нулями числа з послідовності {\displaystyle z_{k}} (з урахування кратності; ця кількість є не більш ніж зліченною), то для цієї функції справедлива факторизація:
{\displaystyle f(z)=z^{\lambda }e^{h(z)}\prod _{1}^{\infty }\left(1-{\frac {z}{z_{n}}}\right)\exp \left({\frac {z}{z_{n}}}+{\frac {1}{2}}\left({\frac {z}{z_{n}}}\right)^{2}+\dots +{\frac {1}{p_{n}}}\left({\frac {z}{z_{n}}}\right)^{p_{n}}\right)}
де {\displaystyle h} — деяка ціла функція, а невід'ємні цілі числа {\displaystyle p_{n}} вибрані так щоб гарантувати збіжність ряду:
{\displaystyle \sum _{1}^{\infty }\left|{\frac {z}{z_{n}}}\right|^{p_{n}+1}.}

## Доведення
Без обмеження загальності можна вважати, що {\displaystyle z_{1}\neq 0.} В іншому разі замість функції {\displaystyle f(z)} всюди можна розглядати функцію {\displaystyle {\frac {f(z)}{z^{\lambda }}},} де {\displaystyle \lambda } — порядок нуля в точці 0. Підберемо невід'ємні цілі числа {\displaystyle p_{n}} так, щоб в довільному крузі {\displaystyle |z|\leqslant R,} ряд {\displaystyle \sum _{1}^{\infty }\left|{\frac {z}{z_{n}}}\right|^{p_{n}+1}} був абсолютно і рівномірно збіжним. Достатньо, наприклад, взяти {\displaystyle n=p_{n}+1.}
При такому виборі {\displaystyle p_{n}(z)} нескінченний добуток
{\displaystyle f(z)=\prod _{1}^{\infty }\left(1-{\frac {z}{z_{n}}}\right)\exp \left({\frac {z}{z_{n}}}+{\frac {1}{2}}\left({\frac {z}{z_{n}}}\right)^{2}+\dots +{\frac {1}{p_{n}}}\left({\frac {z}{z_{n}}}\right)^{p_{n}}\right)}
збігається на довільній компактній множині {\displaystyle K}.
Для доведення цього факту розглянемо функцію:
{\displaystyle g(\xi ,p)=(1-\xi )\exp \left(\xi +{\frac {1}{2}}\xi ^{2}+\dots +{\frac {1}{p}}\xi ^{p}\right).}
Її логарифм рівний:
{\displaystyle \ln g(\xi ,p)=\ln(1-\xi )+\xi +{\frac {1}{2}}\xi ^{2}+\dots +{\frac {1}{p}}\xi ^{p}=-{\frac {1}{p+1}}\xi ^{p+1}-{\frac {1}{p+2}}\xi ^{p+2}-\ldots }
При {\displaystyle |\xi |\leqslant q<1} справедливою є оцінка:
{\displaystyle |\ln g(\xi ,p)|<|\xi |^{p+1}(1+\xi +\ldots )\leqslant {\frac {|\xi |^{p+1}}{1-q}}.}
Позначимо {\displaystyle K_{n}:=\{z\in \mathbb {C} :|z|<q|z_{n}|\}.} Для довільної компактної множини {\displaystyle K} існує натуральне число {\displaystyle N,} таке що {\displaystyle K\subset K_{n},\;\forall n\geqslant N.}
Для всіх так визначених {\displaystyle n} з попередніх оцінок маємо, що
{\displaystyle \left|\ln g\left({\frac {z}{z_{n}}},p_{n}\right)\right|\leqslant {\frac {1}{1-q}}\left|{\frac {z}{z_{n}}}\right|^{p_{n}+1}.}
Тоді ряд {\displaystyle \sum _{n=N}^{\infty }\left(\ln g\left({\frac {z}{z_{n}}},p_{n}\right)\right)=g_{N}(z)} на {\displaystyle K} мажорується збіжним рядом {\displaystyle \sum _{N}^{\infty }\left|{\frac {z}{z_{n}}}\right|^{p_{n}+1}} і відповідно {\displaystyle g_{N}(z)} є голоморфною на {\displaystyle K} функцією.
Як наслідок нескінченний добуток
{\displaystyle \prod _{n=N}^{\infty }g\left({\frac {z}{z_{n}}},p_{n}\right)=\exp(g_{N}(z))=f_{N}(z)}
є збіжним і визначає голоморфну на {\displaystyle K} функцію, що не є рівною нулю на всій множині {\displaystyle K}.
Визначена раніше функція {\displaystyle f(z)} відрізняється від {\displaystyle f_{N}(z)} добутком на {\displaystyle \prod _{n=1}^{N-1}g\left({\frac {z}{z_{n}}},p_{n}\right).}
Цей добуток має нулі в точках {\displaystyle z_{1}(z),\ldots ,z_{N-1}(z)} і лише в них. Це ж справедливо і для {\displaystyle f(z)} на множині {\displaystyle K}.
Оскільки {\displaystyle K} — довільна компактна множина то {\displaystyle f(z)} — ціла функція і має в {\displaystyle \mathbb {C} } задані нулі з урахуванням кратності.
Якщо тепер {\displaystyle f(z)} — довільна ціла функція, що не має нуля в точці 0 (в іншому разі знову ж можна розглядати функцію {\displaystyle {\frac {f(z)}{z^{\lambda }}}}), то позначивши її нулі так що {\displaystyle |z_{1}|\leqslant |z_{2}|\leqslant ...\leqslant |z_{k}|\leqslant ...} і побудувавши, як і вище нескінченний добуток
{\displaystyle f_{0}(z)=\prod _{1}^{\infty }\left(1-{\frac {z}{z_{n}}}\right)\exp \left({\frac {z}{z_{n}}}+{\frac {1}{2}}\left({\frac {z}{z_{n}}}\right)^{2}+\dots +{\frac {1}{p_{n}}}\left({\frac {z}{z_{n}}}\right)^{p_{n}}\right)}
отримуємо, що частка {\displaystyle f(z)/f_{0}(z)} є цілою функцією без нулів і функція {\displaystyle h(z)=\ln f(z)/f_{0}(z)} є необмежено продовжуваною в {\displaystyle \mathbb {C} } і згідно теореми про монодромію є цілою функцією.

## Приклади факторизації
Нижче подано приклади факторизації для деяких цілих функцій:
- {\displaystyle \sin \pi z=\pi z\prod _{n\neq 0}\left(1-{\frac {z}{n}}\right)e^{z/n}=\pi z\prod _{n=1}^{\infty }\left(1-{\frac {z^{2}}{n^{2}}}\right)}

- {\displaystyle \cos \pi z=\prod _{q\in \mathbb {Z} ,\,q\;{\text{odd}}}\left(1-{\frac {2z}{q}}\right)e^{2z/q}=\prod _{n=0}^{\infty }\left(1-{\frac {4z^{2}}{(2n+1)^{2}}}\right)}